# Geghanusz
Geghanusz – wieś w Armenii, w prowincji Sjunik. W 2011 roku liczyła 253 mieszkańców.